# Arte de la lengua mexicana con la declaración de los adverbios della
Arte de la lengua mexicana con la declaración de los adverbios della è un dizionario della lingua nahuatl scritto in spagnolo dal linguista gesuita Horacio Carochi. Questa opera sulla Lingua nahuatl classica viene considerato dai linguisti il più utile dei tanti dizionari scritti su questa lingua.
Carochi vantava un'ottima comprensione della lingua, e fu il primo linguista a capire e proporre una trascrizione di numerosi fonemi Nahuatl, soprattutto sulla lunghezza delle vocali e sul saltillo. Si comprese subito l'importanza di questa opera, e già nel 1759 fu riedita da fra Ignacio Paredes una versione intitolata "compendio del arte ...". Questa versione venne poi ristampata più volte fino a perdere molte delle caratteristiche dell'opera originale.
Il dizionario del 1754 Arte de la lengua mexicana è basato in larga parte sull'opera di Carochi.
Nel 2001 fu pubblicata la "Grammar of the Mexican language: with an explanation of its adverbs" in un'edizione in cui la versione paleografica spagnola viene accostata alla traduzione in inglese svolta da James Lockhart.